# Joseph Needham
Noel Joseph Terence Montgomery Needham CH FRS FBA (/ˈniːdəm/; 9 tháng 12 năm 1900 – 24 tháng 3 năm 1995) là một nhà hóa sinh, nhà sử học và nhà Hán học người Anh, nổi tiếng với những nghiên cứu khoa học và bài viết về lịch sử khoa học, công nghệ Trung Quốc. Ông được bầu làm thành viên của Hội Vương thất Luân Đôn vào năm 1941, và thành viên của Học viện Hoàng gia Anh vào năm 1971. Năm 1992, Nữ hoàng Elizabeth II đã phong tặng cho Needham Huân chương Danh dự. Cũng trong năm đó, Hội Hoàng gia ghi nhận ông là người còn sống duy nhất giữ cả ba danh hiệu kể trên.